# Here We Go Again (альбом Деми Ловато)
Here We Go Again (с англ. — «И снова мы») — второй студийный альбом американской поп-рок певицы Деми Ловато, выпущенный 21 июля 2009 года на лейбле Hollywood Records. Альбом продолжает поп-рок звучание, заданное её дебютным альбомом Don't Forget, и был вдохновлён работами американского музыканта Джона Мейера. Основными продюсерами альбома выступили Джон Филдс, SuperSpy и Гэри Кларк.
В отличие от её дебютной пластинки, Here We Go Again был записан без участия американской рок-группы Jonas Brothers, поскольку она хотела поработать с разными людьми и придать альбома индивидуальное звучание. Сама Ловато описала альбом как более «расслабленный», чем её первый диск, в то же время он имеет более взрослое звучание и лирику. Критики положительно оценили альбом, высоко оценив вокал Ловато, но в то же время сравнивали её с работами Келли Кларксон. Диск занял первое место в американском Billboard 200, после продажи 108 000 копий в первую неделю. Деми стала восьмым сольным исполнителем, который возглавил этот чарт до достижения 18-ти лет. Продажи альбома в США перешагнули отметку в 500 000 проданных копий, и он получил золотой сертификат от RIAA. Альбом вошёл в топ-40 чартов Австралии, Бразилии, Канады, Греции, Мексики, Новой Зеландии и Испании, и получил платиновый сертификат в Бразилии.
Лид-сингл альбома, «Here We Go Again», был выпущен 23 июня 2009 года, и сумел достигнуть 15-й строчки в американском чарте Billboard Hot 100, тем самым став первым сольным синглом Ловато, сумевшим войти в топ-20 данного чарта. Сингл имеет платиновый сертификат от RIAA. Второй сингл, «Remember December» был выпущен лишь на территории Европы 18 января 2010 года, и не сумел повторить успех первого сингла. В поддержку альбома Деми отправилась в свой первый концертный тур Demi Lovato: Live in Concert.

## Предпосылки
Ловато была найдена телеканалом Disney Channel в результате открытого прослушивания в городе Даллас, штат Техас, и дебютировала в сериале «Звон колокольчиков» в 2007 году. Позже она пробовалась на роль в телесериале Джонас, но не получила её, однако она получила главную роль в фильме «Рок в летнем лагере». Позже она получила главную роль в телесериале «Дайте Санни шанс». Ловато привлекла группу Jonas Brothers, с которыми она снималась в фильме «Рок в летнем лагере», для работы над своим дебютным альбомом Don't Forget. Написание песен проходило во время съёмок фильма, и продолжилось во время концертного тура группы Look Me in the Eyes Tour в 2008. Ловато хотела утвердить себя как музыканта с этим альбомом, а не просто как «актрису из Camp Rock». Она сказала, что этот альбом больше про веселье, и её вторая пластинка осветит более серьёзные темы.
Альбом вышел в сентябре 2008 года, и дебютировал на второй строчке в американском чарте Billboard 200. Ловато описала свои чувства, сказав «Это было что-то вроде: 'О'кей, ты сделала это. Ты больше не добиваешься успеха только потому, что снимаешься в фильме с Jonas Brothers. Эти люди купили твою музыку из-за тебя'». В феврале 2009 года на экране Disney Channel вышел ситком «Дайте Санни шанс», с Ловато в главной роли. Don't Forget был сертифицирован золотом от RIAA и продвигался тремя синглами — «Get Back», «La La Land», и «Don't Forget». В январе 2009 года, Ловато рассказала MTV News что она начала работать над вторым альбомом, и рассказала о нём: «Это будет звучать по-другому, так что, надеюсь, всё пройдёт хорошо. Я пою много рока, но на этот раз я хочу исполнять больше песен в стиле Джона Мейера. Надеюсь, я смогу писать с такими людьми, как он. Я люблю его музыку — это было бы потрясающе».

## Создание

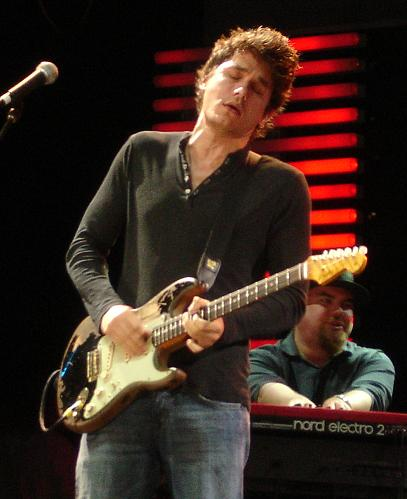
Альбом был вдохновлён работами американского певца Джона Мейера (на фото).

В феврале 2009 года, Ловато начала запись второго альбома, сразу после завершения съёмок первого сезона телесериала «Дайте Санни шанс». В апреле того же года Ловато сказала, что при создании альбома она сотрудничала с несколькими музыкантами, такими как Джоном Маклафлином и Уильямом Бекеттом из группы The Academy Is.... По её словам, написание песен для альбома завершилось за две недели: «в основном мы перешли от режима полного рабочего дня к режиму полного рабочего дня для альбома». Поскольку она хотела сделать звучание альбома напоминающим работы Джона Мейера, она связалась с его менеджментом, с просьбой поработать с ним, назвав его одним из главных своих вдохновителей. Мейер согласился, на что Ловато отреагировала: «Я была совершенно шокирована [тем, что он сказал 'да']. Это была скорее несбыточная мечта. Я никогда не думал, что это станет реальностью, но это сбылось. Он рисковал поработать с молодым артистом в поп-сфере». Они написали вместе три песни — «World of Chances», «Love is the Answer» и «Shut Up and Love Me». Ловато сказала, что работать с ним было пугающе, так как она беспокоилась, что ему не понравятся её тексты, и она «очень волновалась» всякий раз, когда он делал её комплименты. «World of Chances» — единственная песня, попавшая в альбом. Песня вдохновлена эмоциями Ловато от любви и расставания.
Ловато сотрудничала с Бекеттом над песней «For the Love of a Daughter». Хотя написание личных песен не планировалось, «очень длинный разговоров» с Бекеттом привёл к созданию песни. В песне рассказывается об отношениях Ловато с её биологическим отцом, который ушёл из семьи, когда ей было два года. В песне она просит отца «положить бутылку» и спрашивает его: «Как ты мог поднять руки на тех, кого, как ты клялся, любил?». Песня планировалась к включению в альбом, но Ловато и её менеджмент сочли её слишком личной для слишком молодой аудитории певицы. В интервью Women's Wear Daily, она рассказала: «Когда я сделала шаг назад, я поняла, что мне бы не понравилось, если бы эти темы обсуждались в чужом доме с семилетним ребёнком и его мамой». Несколько других эмоциональных песен также были вырезаны из альбома. Песня «For the Love of a Daughter» позже была включена в альбом Unbroken, когда Ловато покинула Disney Channel.
В отличие от её первого альбома, Don't Forget, Ловато не сотрудничала с Jonas Brothers для Here We Go Again, поскольку она хотела посмотреть, каким будет её звучание без их участия. «Они были единственными людьми, с которыми я когда-либо писала [песни]. Как только я начала писать с другими людьми, я захотела продолжать», сказала она New York Daily News. Она сказала, что её дебютный альбом «очень [в стиле] Jonas» и что Here We Go Again «немного больше похоже на то, что исходит из моего сердца. Это больше касается меня». Несмотря на это, Ловато сотрудничала с Ником Джонасом при создании песни «Stop the World». Большую часть альбома спродюсировал Джон Филдс, который также спродюсировал Don't Forget. Другие песни спродюсированы SuperSpy и Гэри Кларком. «Catch Me» — единственная песня, которую Ловато написала самостоятельно. В интервью The New York Times, она поведала, что напасала её в своей комнате, и она значит для неё больше, чем остальные песни из альбома.
Ранние версии списка треков сильно отличались от нынешней. Из оригинального списка песен была удалена «Everything You’re Not» и ещё две другие песни: «For the Love of a Daughter» и «Shut Up & Love Me». В настоящем списке песни стоят в другом порядке, а «For the Love of a Daughter», «Shut Up & Love Me» отсутствуют, а «Everything You’re Not» добавлена к стандартной версии.

## Музыка и лирика

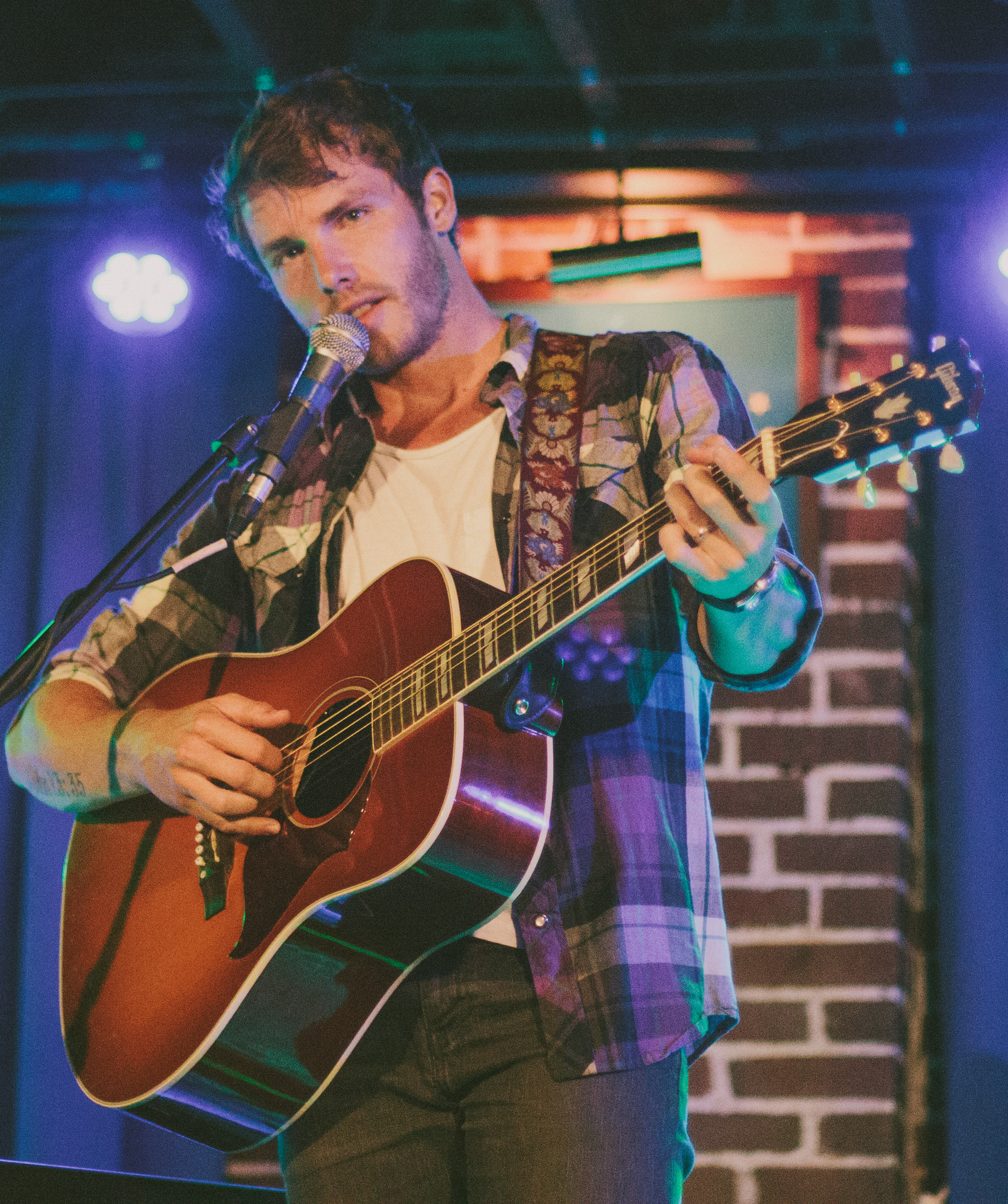
Американский поп-рок-певец Джон Маклафлин (на фото) принял участие в записи альбома.

Here We Go Again демонстрирует более взрослый звук, в отличие от Don't Forget, и по словам Ловато он «более расслабленный и взрослый», с «душевными струнами». Лирика в альбоме более личная, чем в её дебютном альбоме, и вдохновлена её опытом любви и расставания. Она сказала, что у альбома нет определённой темы, поскольку она хотела, чтобы песни были «просто более зрелыми, больше от меня». Альбом записан преимущественно в жанре поп-рок. Ловато сказала New York Daily News, что музыкальный стиль альбома включает «меньше рока и больше мягких вещей», с добавлением R&B. «Here We Go Again» — первый трек в альбоме, спродюсированный SuperSpy. Текст песни повествует о непостоянных отношениях Ловато с нерешительным парнем, она поёт: «Что-то в тебе вызывает зависимость». «Solo», второй трек, написан Ловато в соавторстве с его продюсером Джоном Филдсом. Трек повествует о расставании и уважении к себе. «U Got Nothin' on Me», ещё один трек, спродюсированный SuperSpy, вдохновлён глэм-металом 1980-х. В этой песне Ловато вспоминает летний роман, который оказался неудачным, что сказалось на её отношениях, но, в конце концов, она понимает, что у она хороша и сама по себе.
«Falling Over Me» написан Ловато и Маклафлином и спродюсирован Филдсом. В песне присутствует «гипнотизирующая» басовая линия и лирика о том, как Ловато молится, чтобы её возлюбленный заметил иё привязанность: «Я надеюсь, я жду, я молюсь, что ты — тот самый». По словам Маргарет Уопплер из Los Angeles Times, вокал Ловато в песне уравновешивает «деликатность и силу». В пятом треке, «Quiet», Ловато жаждет «коммуникационного прорыва» в неловких отношениях, жалуясь, что «Здесь слишком тихо». «Catch Me» — акустическая баллада, с минимальным продакшеном, написанная Ловато самостоятельно. В песне говорится о нездоровой любовной связи, и Ловато продолжает, хотя она знает, «как сильно это причинит мне боль». Седьмой трек, «Every Time You Lie», песня с налётом джаза и «весёлой атмосферы 70-х». Керри Мэйсон из Billboard прокомментировал, что песня «качает, как стиль радио-соула Maroon 5». Песня рассказывает о самоуважении и неприятии лжи в отношениях. «Got Dynamite» написана Гэри Кларком, Киддом Богартом и Викторией Хорн и спродюсирована Кларком. В песне присутствуют «рикошетирующие» синтезаторы и рассеянный поп-панк-рифф. В тексте песни используются «жестокие метафоры» как предложение парню «взорвать» защиту Ловато, с такими строками, как «Войди в систему и попытайся взломать меня» и «Бессмысленно пинай мою защиту».
Девятый трек, «Stop the World», была написана в соавторстве Ловато и Ником Джонасом о том, как влюбиться в кого-то, но «люди этого не хотят». В песне упоминает легендарная преступная пара Бонни и Клайд: «Как Бонни и Клайд, давай найдём попутку». Ловато написала десятый трек, «World of Chances», с Джоном Мейером. По словам Эллисон Стюарт из The Washington Post, баллада демонстрирует «грубое зерно» голоса Ловато. Песня рассказывает о девушке, которая даёт парню, которого она любит, шанс исправить их отношения, но он продолжает всё портить. «Remember December» отличается от обычного поп-рокового звучания Ловато в более заметный пауэр-поп и синти-поп с «небольшими элементами техно». В песне она вспоминает зимний роман: «Я помню нас вместе / С обещанием вечности». Двенадцатый и последний трек «Everything You're Not» написан Тоби Гэдом, Линди Роббинс и Ловато. Текст песни повествует о самоуважении, когда Ловато поёт: «Я хочу джентльмена, который обращается со мной как с королевой / Мне нужно уважение, мне нужна любовь / Ничего промежуточного». Первый бонус-трек, «Gift of a Friend», был написан в соавторстве и спродюсирован Адамом Уоттсом и Энди Доддом. Песня о том, что мы не можем «следовать своим устремлениям или справляться с разочарованиями» без друзей. Второй бонус-трек, «So Far, So Great», был написан и спродюсирован Арисом Архонтисом, Джинни Лури и Ченом Ниманом и послужил заглавной темой к сериалу «Дайте Санни шанс». Пауэр-поп-песня о погоне за своими мечтами.

## Критический приём
| Совокупная оценка    | Совокупная оценка |
| Источник             | Оценка            |
| -------------------- | ----------------- |
| Metacritic           | 65/100            |
| Оценки критиков      |                   |
| Источник             | Оценка            |
| Allmusic             | [ 22 ]            |
| The Arizona Republic | [ 27 ]            |
| Billboard            | favorable         |
| The Buffalo News     | [ 28 ]            |
| Entertainment Weekly | B−                |
| Houston Chronicle    | [ 15 ]            |
| Los Angeles Times    | [ 19 ]            |
| PopMatters           | 5/10              |
| Rolling Stone        | [ 29 ]            |

Альбом получил оценку 65/100 на Metacritic. Маргарет Уопплер из Los Angeles Times дала альбому три из пяти звёзд, заметив явное влияние Келли Кларксон, написав, что «Большую часть альбома Ловато играет остроумную, надутую инженю на высоких каблуках, которая не боится командовать, особенно после хорошего крика».  Стивен Томас Эрлевайн из Allmusic заметил, что этот альбом Деми был не таким весёлым, как предыдущий Don’t Forget, но песням «Here We Go Again», «Solo», «Remember December» и «So Far So Great» он дал высшую оценку, за то что они «идеально соответствуют подростковому духу и энергии Ловато, которые остаются её самыми привлекательными качествами». Эд Мэсли из The Arizona Republic дал альбому три с половиной звезды, и порекомендовал его фанатам пауэр-попа.
Саймон Возик-Левинсон из Entertainment Weekly оценил песни в более рокерском духе, такие как «Got Dynamite», назвав их «направлением, по которому Деми может пойти в ближайшее время». Джоуи Гуэрра из Houston Chronicle дал альбому три звезды и написал: «Несмотря на присутствие Диснея, Here We Go Again не слишком полагается на молодёжные тенденции, вместо этого полагаясь на склонность Ловато к рок-драме и объединяя [её] с множеством старых, признанных исполнителей». Керри Мейсон из Billboard оценил альбом как менее зависимый от производства, в отличие от других звёзд Дисней. Он назвал Деми «природно талантливой. Она действительно сможет пробиться сама после того, как покинет Дисней». Джефф Майерс из The Buffalo News дал Here We Go Again две с половиной звезды, написав: «В отличие от многих [её] диснеевских сверстников, Ловато действительно может петь, и часть того, что делает [её] второй альбом привлекательным, — это отсутствие вокальных манипуляций в студии». Майерс написал, что «освежает» то, что Ловато не нуждается в автотюне, «чтобы замаскировать любой недостаток природных способностей». В заключение он назвал альбом «безопасным и довольно предсказуемым, но в то же время невероятно запоминающимся».
Эллисон Стюарт из The Washington Post охарактеризовала альбом как «умный, щетинистый, занятый второй диск», написав, что «слишком многое в нём подражает Аврил Лавин, со стандартными выкрикиваемыми припевами и икающими куплетами, которые начинают звучать очень похоже на '03». Стюарт назвала «Every Time You Lie» и «World of Chances» «указателями направления, указывающие на гораздо более интересную карьеру». PopMatters дали альбому 5 звёзд из 10, назвав Деми «подражательницей Келли Кларксон». Их ревью подытожено: «Here We Go Again ни в коем случае не идеален, и по сравнению с кем-то вроде Кларксон или Пинк, очевидно, что молодоё певице предстоит много работы, если [онп хочет] по-настоящему закрепить [себя] как серьёзного, жизнеспособного поп/рок-исполнителя вне рамок Disney. Но, учитывая контекст, Here We Go Again, безусловно, в какой-то степени приятен». Chicago Tribune также оценили альбом на пять звёзд. Rolling Stone дали альбому три звезды из пяти, сказав, что «у Ловато есть упорство и мужество, сродни другим техасским поп-певицам, хотя её голос пока не сочетается с бесстрашным сердцем Келли Кларксон».

### Награды и номинации
В декабре 2009, Allmusic назвал Here We Go Again одним из лучших поп-альбомов 2009 года. В 2010 году песня «Catch Me» была выдвинута на Teen Choice Award в номинации «Песня о любви».
| Год  | Премия             | Категория             | Результат |
| ---- | ------------------ | --------------------- | --------- |
| 2010 | Teen Choice Awards | «Отборный поп-альбом» | Номинация |

## Коммерческий приём

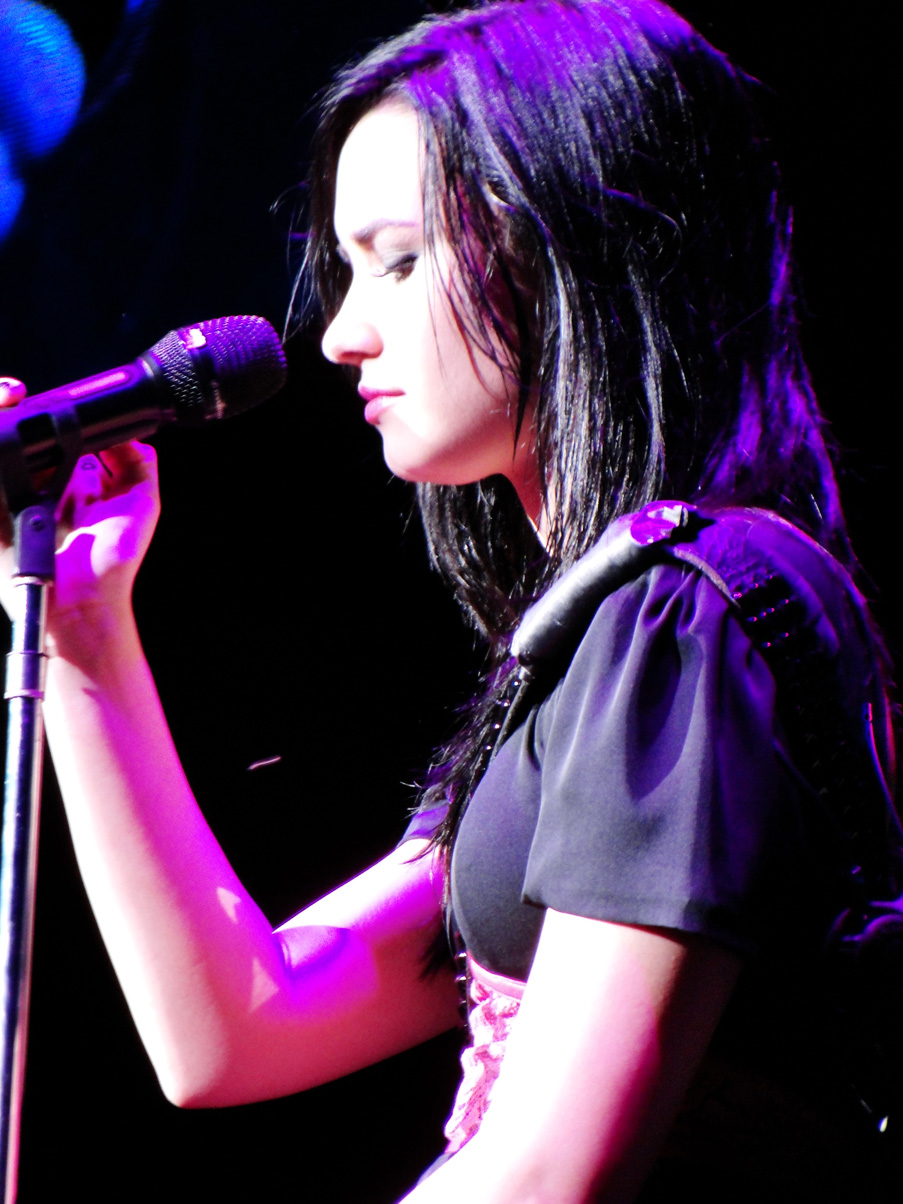
Ловато выступает в рамках концертного тура Demi Lovato: Live in Concert, лето 2009.

В США Here We Go Again дебютировал на вершине чарта Billboard 200 с продажами в 108 000 копий за неделю. Это рост в сравнении с продажами её дебютного альбома Don't Forget, который продал 89 000 копий в дебютную неделю. Here We Go Again стал четвёртым альбомом 2009 года, выпущенным компанией Disney Music Group, сумевшим возглавить данный чарт. На второй неделе альбом упал на восьмую строчку, с продажами в 39 000 копий. В конце 2009 года альбом разместился на 109-й позиции в годовом чарте Billboard'. К июлю 2014 года в США было продано 496 000 копий альбома, согласно Billboard. В Канаде альбом вошёл в Canadian Albums Chart под номером пять, и держался в чарте пять недель.
В Австралии альбом провёл одну неделю на 40-й строчке в ARIA Albums Chart. В Новой Зеландии он дебютировал на десятом месте и провёл в чарте в общей сложности девять недель. В Мексике, Here We Go Again дебютировал на 45-й позиции чарта Top 100 Mexico, и достиг пика на 25-й позиции на следующей неделе. Альбом дебютировал под номером 36 в Греции, а позже достиг пятого места. В Испании альбом провёл в чарте тринадцать недель и достиг 35-го места. В начале 2010 года, Here We Go Again дебютировал под номером 199 в британском UK Albums Chart, и под номером 141 в Японском чарте Oricon. В октябре 2011 года альбом дебютировал и достиг пика на 80-й строчке бельгийского чарта Ultratop (Фландрия).

## Продвижение
Radio Disney представили мировую премьеру Here We Go Again 18 июля 2009 года, когда Ловато также давала интервью. Альбом снова был проигран в эфире радиостанции на следующий день, и был доступен для прослушивания на их веб-сайте с 18 по 24 июля.17 июля Ловато появилась на «Вечернем шоу с Конаном О'Брайеном», чтобы исполнить заглавный трек. 23 июля она исполнила его и «Catch Me» на «Good Morning America», а также только его на «Поздняя ночь с Джимми Фэллоном» и на «The View» позже в тот же день. Для рекламы альбома в Британии, Ловато появилась на радиостанции BBC Switch и зарегистрировалась на Habbo Hotel, чтобы провести чат с фанатами. Позже она исполнила «Remember December» на «Шоу Алана Титчмарша» 29 января. Она также дала интервью британским передачам «Блю Питер», «Daily Fix Chart Show», «Прямой эфир из пятой студии», «Свежевыжатые» и «T4».

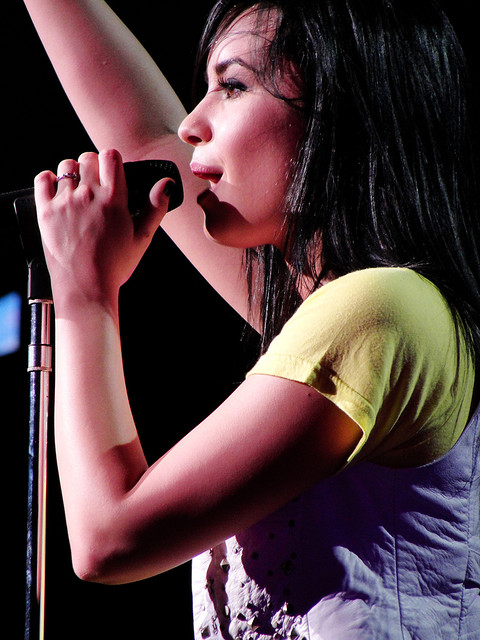
Ловато исполняет «Here We Go Again» на концерте в рамках тура Demi Lovato: Live in Concert, лето 2009.

В целях продвижения альбома Ловато отправилась в своё первое концертное турне, Demi Lovato: Live in Concert. Тур начался 21 июня 2009 года, в Хартфорде, штат Коннектикут, где были исполнены новые песни из Here We Go Again, включая «Remember December», «Stop the World» и «U Got Nothin' on Me».15 апреля 2009 года было подтверждено, что Дэвид Арчулета будет выступать на разогреве, с певицей Джордан Прюитт и женской группой KSM, будут выступать на некоторых датах. Ловато анонсировала сотрудничество с Арчулетой в своём блоге на Myspace, где она написала: «Я так взволнована тем, что стану хедлайнером своего собственного тура. Я люблю жизнь в дороге. Я каждую ночь нахожусь в другом городе, и это никогда не надоедает». Билеты на тур поступили в продажу 25 апреля 2009 года, но 15 апреля через недавно созданный официальный фан-клуб Ловато было доступно специальное предпродажное предложение. Тур был организован AEG Live и спонсирован AT&T и Choice Hotels.

## Синглы
«Here We Go Again» — первый сингл альбома. Он вышел 23 июня 2009 для цифровой загрузки. В Соединённых Штатах «Here We Go Again» дебютировал в Billboard Hot 100 под номером 51 в выпуске от 11 июля 2009 года, и, совпав с выпуском альбома, песня достигла 15-го места 8 августа 2009 года. В Канаде, «Here We Go Again» дебютировал под номером 86 в выпуске от 11 июля 2009 года в чарте Canadian Hot 100. На следующей неделе он покинул чарт и вновь появился 8 августа 2009 года под номером 61, что стало его пиковой позицией. В Новой Зеландии песня достигла 38-го места, став первой записью Ловато в чарте. Песня получила положительные отзывы от критиков, и получила сравнения с работами Келли Кларксон. Режиссёрами видеоклипа на «Here We Go Again» выступили Брендан Мэллой и Тим Уилер. в 2014 году получил платиновый сертификат от RIAA за 820 000 проданных копий.
«Remember December» — второй официальный сингл альбома, вышедший 18 января 2010 года исключительно в Европе. Клип был снят 26 октября 2009 и выпущен 12 ноября 2009. Тамар Анитаи с MTV Buzzworthy присвоил песне 5 место в списке «5 лучших песен 2009 года». Песня достигла 38 места на Billboard Hot Dance Club Songs, но не попала в Hot 100. В Великобритании песня вышла 15 февраля. Там она достигла 80 места.
«Gift of a Friend» стала промосинглом альбома и вышла 8 сентября 2009 года. Песня является саундтреком к фильму «Феи: Потерянное сокровище». В клипе на песню появляется Тинкер белл и другие персонажи фильма.

## Список композиций
Ловато является автором каждой песни, кроме «Here We Go Again», «Got Dynamite» и «So Far, So Great». Все песни, кроме отмеченных, спродюсированы Джоном Филдсом.
| №   | Название                | Автор(ы)                                | Продюсер(ы) | Длительность |
| --- | ----------------------- | --------------------------------------- | ----------- | ------------ |
| 1.  | «Here We Go Again»      | Мер Филиан, Исаак Хассон, Линди Роббинс | SuperSpy    | 3:46         |
| 2.  | «Solo»                  | Деми Ловато, Скотт Катлер, Энн Превен   |             | 3:15         |
| 3.  | «U Got Nothin' On Me»   | Ловато, Филиан, Хассон                  | SuperSpy    | 3:38         |
| 4.  | «Falling Over Me»       | Ловато, Джон Филдс, Йон МакЛафлин       |             | 4:06         |
| 5.  | «Quiet»                 | Ловато, Катлел, Роббинс                 |             | 2:45         |
| 6.  | «Catch Me»              | Ловато                                  |             | 3:10         |
| 7.  | «Every Time You Lie»    | Ловато, Филдс, МакЛафлин                |             | 3:48         |
| 8.  | «Got Dynamite»          | Эван Богарт, Гэри Кларк, Виктория Хорн  | Кларк       | 3:24         |
| 9.  | «Stop the World»        | Ловато, Ник Джонас, P.J. Bianco         |             | 3:33         |
| 10. | «World of Chances»      | Ловато, Джон Мейер                      |             | 2:50         |
| 11. | «Remember December»     | Ловато, Майкл Понкар, Филдс, Превен     |             | 3:11         |
| 12. | «Everything You're Not» | Ловато, Тоби Гэд, Роббинс               |             | 3:43         |

| №   | Название           | Автор(ы)                              | Продюсер(ы)           | Длительность |
| --- | ------------------ | ------------------------------------- | --------------------- | ------------ |
| 13. | «Gift of a Friend» | Ловато, Энди Додд, Адам Уэттс         | Додд, Уэттс           | 3:26         |
| 14. | «So Far, So Great» | Арис Арконтис, Дженни Люри, Чен Ниман | Арконтис, Ниман, Люри | 2:15         |

| №   | Название       | Автор(ы)                                     | Продюсер(ы)           | Длительность |
| --- | -------------- | -------------------------------------------- | --------------------- | ------------ |
| 15. | «La La Land»   | Ловато, Ник Джонас, Джо Джонас, Кевин Джонас | Филдс, Jonas Brothers | 3:16         |
| 16. | «Don't Forget» | Ловато, Братья Джонас                        | Филдс, Jonas Brothers | 3:43         |

| №   | Название                                   | Длительность |
| --- | ------------------------------------------ | ------------ |
| 15. | «Here We Go Again (Sunset In Ibiza Remix)» | 4:23         |

| №   | Название                                   | Длительность |
| --- | ------------------------------------------ | ------------ |
| 16. | «Here We Go Again» (Видеоклип)             |              |
| 17. | «Here We Go Again» (Выступление на Уэмбли) |              |
| 18. | «Remember December» (Видеоклип)            |              |
| 19. | «Making of Remember December»              |              |

| №  | Название             | Длительность |
| -- | -------------------- | ------------ |
| 1. | «La La Land»         |              |
| 2. | «Get Back»           |              |
| 3. | «Don't Forget»       |              |
| 4. | «Here We Go Again»   |              |
| 5. | «Trainwreck»         |              |
| 6. | «Until You're Mine»  |              |
| 7. | «Two Worlds Collide» |              |
| 8. | «Remember December»  |              |
| 9. | «Party»              |              |

## Чарты
| Чарт (2009–12)                             | Высшая позиция |
| ------------------------------------------ | -------------- |
| Australian Albums Chart                    | 40             |
| Argentinian Albums Chart                   | 10             |
| Belgian Albums Chart (Flanders)            | 88             |
| Belgian Heatseeker Albums Chart (Flanders) | 3              |
| Brazilian Albums Chart                     | 20             |
| Canadian Albums Chart                      | 5              |
| Greek Albums Chart                         | 5              |
| Italian Albums Chart                       | 96             |
| Japanese Albums Chart                      | 141            |
| Mexican Albums Chart                       | 25             |
| New Zealand Albums Chart                   | 10             |
| Spanish Albums Chart                       | 35             |
| UK Albums Chart                            | 199            |
| US Billboard 200                           | 1              |

| Чарт (2009)      | Позиция |
| ---------------- | ------- |
| US Billboard 200 | 109     |

## Сертификации
| Регион                                                       | Сертификация | Продажи |
| ------------------------------------------------------------ | ------------ | ------- |
| Бразилия (ABPD)                                              | Платиновый   | 60 000* |
| США (RIAA)                                                   | Золотой      | 514,000 |
| * Данные о продажах приведены только на основе сертификации. |              |         |

## История релиза
| Регион         | Дата            | Формат                   | Лейбл       |
| -------------- | --------------- | ------------------------ | ----------- |
| США            | 21 июля 2009    | CD, цифровая дистрибуция | Hollywood   |
| Австралия      | 11 августа 2009 | Цифровая дистрибуция     | Hollywood   |
| Новая Зеландия | 11 августа 2009 | Цифровая дистрибуция     | Hollywood   |
| Германия       | 2 октября 2009  | Цифровая дистрибуция     | Hollywood   |
| Германия       | 16 октября 2009 | CD                       | Universal   |
| Великобритания | 22 февраля 2010 | CD, цифровая дистрибуция | Fascination |
| Япония         | 3 марта 2010    | CD, цифровая дистрибуция | Avex Trax   |
| Мир            | 26 июня 2020    | Винил                    | Hollywood   |